# Севастопольский городской совет
Севасто́польский городско́й сове́т (укр. Севастопольська міська рада, крымскотат. Aqyar şeer şurası) — орган местного самоуправления Севастополя в составе Украины (де-факто до 2014 года) и ранее в составе УССР с 1954 по 1991 года.

## История

#### Орган Советской власти
27 марта 1917 года был создан Севастопольский Совет депутатов армии, флота и рабочих, избравший Центральный исполнительный комитет, большинство в нём получили эсеры и меньшевики. 16 декабря 1917 года всю полноту власти в городе взял на себя Севастопольский военно-революционный комитет, контролируемый большевиками. Созданный ранее Совет был распущен под давлением Центрофлота ЧФ. В конце декабря прошли выборы нового состава Совета военных и рабочих депутатов. С октября 1921 года он стал называться Советом рабочих, крестьянских, военморских и красноармейских депутатов. 24 декабря 1939 года состоялись первые выборы в Севастопольский горсовет депутатов трудящихся по новой Конституции СССР 1936 года.
С началом Великой Отечественной войны севастопольские органы власти перестроили свою работу в соответствии с задачами военного времени. В начале июля 1942 года все органы власти прекратили свою работу. В 1943 году в г. Краснодаре были созданы органы власти и управления города Севастополя. 21 декабря 1947 года в Севастополе состоялись первые послевоенные выборы городского и районных Советов.
В 1961 году Севастопольскому горисполкому были подчинены Ленинский, Нахимовский и Балаклавский райисполкомы, а с 13 ноября 1975 года добавился райисполком Гагаринского района.

#### В составе Украины
На основании Закона Украины «О Представителе Президента Украины», Указа Президента Украины от 14 апреля 1992 года «О положении о местной государственной администрации» и распоряжении Представителя Президента Украины в Севастополе № 9 от 24.04.1992 г. создана Севастопольская городская государственная администрация и прекращена деятельность исполнительного комитета Севастопольского городского Совета народных депутатов. В июне 1994 года в Севастополе впервые прошли прямые выборы председателя горсовета.
2 августа 1995 года на основании пункта 1 Указа Президента Украины № 640/95 от 24.07.1995 г. «Об областных, Киевской и Севастопольской городских, районных в городах Киев и Севастополь государственных администрациях» подтверждено существование ранее созданной Севастопольской городской государственной администрации. В сентябре 1998 года решением Конституционного суда Украины Севастополю было отказано в праве прямым голосованием избирать председателя Совета по причине отсутствия закона о статусе города Севастополя. По этой причине председатель городского Совета избирался на сессии депутатами горсовета.
В Севастопольский городской совет 26 марта 2006 года были избраны 75 депутатов от следующих партий:
- Партия регионов — 45 мандатов (43,69 %),
- Блок Наталии Витренко «Народная оппозиция» — 9 мандатов (8,24 %),
- Блок Сергея Иванова «За Севастополь!» (городские организации ПППУ и ХДС) — 7 мандатов (6,44 %),
- Русский блок — 5 мандатов (5,21 %),
- КПУ — 5 мандатов (4,77 %),
- «Блок Сергея Кондратевского» (городские организации «Партия национально-экономического развития Украины» и «Молодая Украина») — 4 мандата (3,88 %).

Севастопольские городские организации Партии регионов, «Русского блока» и блока Витренко 30 марта 2006 года договорились о создании большинства в Севастопольском городском совете. Председателем Севастопольского горсовета был избран лидер местной организации Партии регионов Валерий Саратов.
После избрания Валерий Саратов в своём выступлении перед депутатами заявил, что приоритетными для Партии регионов остаются вопросы принятия закона о городе-герое Севастополе, придания русскому языку статуса второго государственного, максимальное развитие украинско-российских отношений, строгое соблюдение положений соглашения о пребывании Черноморского флота Российской Федерации в Севастополе.
26 апреля 2006 года городской совет Севастополя принял решение о придании русскому языку статуса регионального языка, а 6 июня 2006 горсовет отклонил протест прокурора и оставил решение в силе. Решение горсовета выходят за рамки полномочий органов местного самоуправления Украины, установленных соответствующим законом.
Главой Севастопольской городской государственной администрации (которая представляет президентскую вертикаль власти) 6 апреля 2010 года президентом Украины Виктором Януковичем был назначен Валерий Саратов.
На парламентских выборах 2007 года в Севастополе победила Партия регионов — 64,53 %, за ней наибольшее количество голосов получили Коммунистическая партия Украины — 10,30 %, Прогрессивная социалистическая партия Украины — 6,64 % и Блок Юлии Тимошенко — 5,01 %.
На региональных выборах в октябре 2010 года Партия Регионов получила 46 мандатов, Русский блок — 9 мандатов, КПУ — 9 мандатов, Сильная Украина — 4 мандата, Народная партия получила — 3 мандата, Союз — 3 мандата, Партия борьбы с коррупцией — 2 мандата, Партия пенсионеров Украины — 1 мандат..
На парламентских выборах 2012 года в Севастополе победила Партия регионов — 46,9 %, за ней наибольшее количество голосов получили Коммунистическая партия Украины — 29,46 %, Батьківщина — 5,86 %, Русский Блок — 5,48 %, УДАР — 5,04 %.

#### Оккупация Россией и реорганизация
По данным СБУ Украины, во время Оккупации Крыма Россией 17 марта 2014 года депутаты 6 созыва Севастопольского городского совета переименовали городской совет Севастополя в «Законодательное собрание города Севастополя». Следствие СБУ характеризует действия как преступление согласно Уголовного кодекса Украины — государственную измену. Относительно 11 депутатов горсовета СБУ открыло расследование, они объявлены в розыск. После незаконного референдума и последующего за этим объявления Крыма частью РФ собрание стало работать в качестве парламента субъекта Российской Федерации — города федерального значения Севастополя, территорией которого стала территория, подчинённая к тому времени Севастопольскому горсовету.

## Полномочия
В соответствии со статьей 25 закона Украины о местном самоуправлении городской совет самостоятельно решает вопросы, отнесённые к его ведению Конституцией и законодательством Украины. Ряд особо важных вопросов, такие как утверждение регламента совета, назначение местного референдума/местных выборов, утверждение устава города, образование органов совета, прекращение полномочий органов местного самоуправления и некоторые другие решались, согласно статье 26 закона, исключительно на пленарных заседаниях совета. В то же время, будучи советом города со специальным статусом (административной единицы первого уровня), Севастопольский городской совет не мог формировать исполнительный комитет, вместо него действовала Севастопольская городская государственная администрация, глава которой назначался президентом Украины.